# (20183) 1997 AD1
(20183) 1997 AD1 est un astéroïde de la ceinture principale d'astéroïdes découvert en 1997.

## Description
(20183) 1997 AD1 a été découvert le 2 janvier 1997 à l'observatoire astronomique d'Ōizumi, situé à Ōizumi, dans la préfecture de Gunma, au Japon, par Takao Kobayashi.

### Caractéristiques orbitales
L'orbite de cet astéroïde est caractérisée par un demi-grand axe de 2,48 UA, un périhélie de 2,06 UA, une excentricité de 0,17 et une inclinaison de 3,98° par rapport à l'écliptique. Du fait de ces caractéristiques, à savoir un demi-grand axe compris entre 2 et 3,2 UA et un périhélie supérieur à 1,666 UA, il est classé, selon la JPL Small-Body Database, comme objet de la ceinture principale d'astéroïdes.

### Caractéristiques physiques
(20183) 1997 AD1 a une magnitude absolue (H) de 14,7 et un albédo estimé à 0,214.